# 新清水沢駅
新清水沢駅（しんしみずさわえき）は、北海道夕張市清水沢にあった三菱石炭鉱業大夕張鉄道線の駅（廃駅）である。
清水沢駅起点350 mの位置に専用鉄道の駅として開業。当時は石炭貨車は直通したが、旅客及び手荷物は徒歩・荷車での連絡だった。運輸省（国鉄）清水沢駅乗り入れにより廃止された。

## 歴史
- 1932年（昭和7年）10月20日：開業。従来の大夕張鉱業所清水沢出張所を移設し、駅舎とした。
- 1938年（昭和13年）10月31日：出張所の機能を廃止。
- 1939年（昭和14年）4月20日：地方鉄道改組。社線内旅客及び貨物の取扱開始、
- 1947年（昭和22年）1月16日：清水沢駅乗入れにより廃止。

## 駅構造
単式ホーム1面1線を有する地上駅だった。

## 駅周辺
当時は清水沢市街の南端に位置し、大夕張鉱業所の出張所でもあった。現在は付近に夕張市消防本部などがある。
- 清水沢駅
- 夕張市役所南支所
- 清水沢郵便局

## 隣の駅
三菱石炭鉱業
大夕張鉄道線
清水沢駅 - 新清水沢駅 - 遠幌駅